# Denis Baudouin
Denis Baudouin (ur. 14 lutego 1923 w Paryżu, zm. 20 października 1995 w Suresnes) – francuski polityk i dziennikarz, rzecznik prasowy, poseł do Parlamentu Europejskiego II kadencji.

## Życiorys
Z zawodu dziennikarz. Został redaktorem naczelnym „Independent France” (później pod nazwą „Journal des Indépendants”), gazety powiązanej z Narodowym Centrum Niezależnych i Chłopów. Od lat 50. był sekretarzem administracyjnym grupy tej partii w Senacie, członkiem gabinetów ministerialnych i doradcą w Unii Francuskiej. Od 1958 ponownie kierował „Journal des Indépendants”.
Działał w różnych partiach, m.in. w NCIR, Centrum Demokratycznym (jako zastępca sekretarza generalnego), rozłamowym Centre démocratie et progrès (popierającym prezydenta Georges’a Pompidou) i ostatecznie w Zgromadzeniu na rzecz Republiki. W 1965 odpowiadał za komunikację z mediami podczas kampanii wyborczej Jeana Lecanueta. Od 1970 do śmierci był bliskim współpracownikiem oraz szefem zespołu medialnego prezydenta Pompidou. W 1973 został szefem Sofirad, państwowego holdingu medialnego. W 1984 wybrano go posłem do Parlamentu Europejskiego. Przystąpił do Europejskiego Sojuszu Demokratycznego, został przewodniczącym Delegacji ds. stosunków z państwami Maghrebu. Od 1986 do 1988 był rzecznikiem prasowym premiera Jacques’a Chiraca. Od 1988 pracował dla wydawnictwa Hachette.